# 胫晓扁犀金龟
胫晓扁犀金龟（学名：Eophileurus tetraspermexitus），一种分布于中国云南省西南部的甲虫，隶属于金龟子科犀金龟亚科（兜虫亚科）晓扁犀金龟属。也有资料将犀金龟亚科升级为独立的一科－犀金龟科（Dynastidae）。

## 形态特征
成年雄虫体长23～30毫米，体宽16～19毫米。身体呈长椭圆形，通体为深棕褐色至黑色。前足胫节外缘4齿。阳基侧突粗大，组成1个十字形中孔。